# Заречье (Костромской район)
Заречье — деревня в Костромском районе Костромской области. Входит в состав Бакшеевского сельского поселения.

## География
Находится в юго-западной части Костромской области на расстоянии приблизительно 12 км на запад по прямой от старой железнодорожной станции Кострома в правобережной части района на западном берегу волжского залива.

## История
Еще в 1840 году была нанесена на карту Шуберта. Упоминалась в 1861 году как владение Н.Г.Текутьева. В 1872 году здесь было учтено 23 двора, в 1907 году здесь отмечено было 45 дворов. 

## Население
Постоянное население составляло 184 человека (1872 год), 245 (1897), 294 (1907), 49 в 2002 году (русские 98%), 99 в 2022.